# Natura 2000-område nr. 13 Svinkløv Klitplantage og Grønne Strand
Natura 2000-område nr. 13 Svinkløv Klitplantage og Grønne Strand er en naturplan under det fælleseuropæiske Natura 2000-projekt. Planområdet Svinkløv Klitplantage og Grønnestrand, er beliggende nord for Fjerritslev i Jammerbugt, og har et samlet areal på 1.099 ha, og er udpeget til EU-habitatområde. Området vest for Svinkløv KLitplantage er en del af en naturfrednining på 740 ha fra 1972 af Grønne Strand og baglandet med dele af Svinkløv Knuden med Kollerup Plantage. I området ligger den fredede, lyngklædte Grønnestrand Vindmølle.
Området består dels af klitplantagen og dels lysåbne
naturarealer. Svinkløv Klitplantage blev anlagt omkring år 1900, og kystklinterne ved Svinklovene, nord for plantagen, hæver sig mere end 50 meter over det flade klitområde er markante i landskabet og består af skrivekridt. Klinten er furet af tilgroede regnkløfter. I den østlige del af plantagen løber Slette Å mod nord ud i Jammerbugten. Området ved Grønnestrand, vest for klitplantagen, består af store klitsystemer, med ral i jordbunden nær stranden; tidligere råstofgravning har efterladt et linieformet søsystem med næringsrige søer.

## Naturværdier
Alle i Danmark forekommende klit-naturtyper findes i planområdet, især den prioriterede naturtype
kystklitter med enebær har her nationalt væsentlige forekomster. Også klitlavninger med rigkærsvegetation og kalkklinten med kalkoverdrev er meget værdifulde. Slette Å er et naturligt vandløbssystem med et bælte af elle- og askeskov og en bestand af odder.
I området findes bestande af strandtudse og stor vandsalamander, der er bilag IV-arter.
Der er findes en række spændende plantearter bl.a. de endemiske øjentrøstarter: nordisk og klit-øjentrøst, store og ret stabile bestande af kær-fnokurt, purpur-gøgeurt og den sjældne bregne hjortetunge. I klitplantagen findes flere sjældne orkideer, som normalt findes i Norge og Sverige, f.eks. knærod og hjertebladet fliglæbe.
Natura 2000-planen er vedtaget i 2011, hvorefter kommunalbestyrelserne og Naturstyrelsen skal udarbejde bindende handleplaner, som skal sikre gennemførelsen af planen.
Natura 2000-planen er koordineret med vandplan 1.1 Nordlige Kattegat, Skagerrak.